# (2233) Kuznetsov
(2233) Kuznetsov (1972 XE1; 1957 LL; 1958 XA; 1965 YC; 1968 QF1; 1973 AO3; 1977 FS2; 1979 XD) ist ein Asteroid des äußeren Hauptgürtels, der am 3. Dezember 1976 von der ukrainischen Astronomin Ljudmyla Schurawlowa am Krim-Observatorium in Nautschnyj (IAU-Code 095) entdeckt wurde.

## Benennung
(2233) Kuznetsov wurde nach Nikolai Iwanowitsch Kusnezow (1911–1944), einem Helden der Sowjetunion und Partisanen im Zweiten Weltkrieg, benannt.